# Kisiratos
Kisiratos (románul Dorobanți) község Romániában, Arad megyében. Közigazgatásilag Kürtöshöz tartozott. 2004 májusa óta község.

## Fekvése
Aradtól 25 km-re északnyugatra, az országhatár mellett fekszik.

## Nevének eredete
Neve valószínűleg díszesen kifestett templomáról ered. A román dorobanți (darabont) gyalogos katonát, csendőrt jelent.

## Története
1446-ban Iratus néven említik. Helyén feküdt a középkorban Nagyiratos falu, melyet 1552-ben a török elpusztított, majd 1596-ban teljesen felégették, és lakossága elmenekült. Később már Kisiratos névvel települt újra, megkülönböztetésül a tőle 6 km-re délkeletre fekvő mai Nagyiratostól. 1910-ben 2210, túlnyomórészt magyar lakosa volt. A trianoni békeszerződésig Csanád vármegye Battonyai járásához tartozott. 
2004-ben vált ki Kürtösből és szervezték önálló községgé.

## Híres emberek
- Itt született 1913. szeptember 25-én Godó Mihály jezsuita szerzetes.
- Itt volt plébános 1912-től és itt hunyt el 1951. június 16-án Hodács Ágoston katolikus pap, műfordító.
- Itt született 1930. augusztus 31-én Almási Albert színész.
- Itt születtek Csonka István és felesége Mária, Larry Csonka amerikaifutball-játékos nagyszülei.[3]

## Testvértelepülései
- Magyarország, Dombegyház
- Magyarország, Pusztaszabolcs
- Magyarország, Lőkösháza